# En medborgare höjd över varje misstanke
En medborgare höjd över varje misstanke är en roman av Jan Guillou som gavs ut 1994. Det är den tionde romanen i serien om den svenska underrättelseofficeren Carl Hamilton. 

## Handling
Carl Hamiltons privatliv är slaget i spillror. Hans fru Tessie och deras barn Ian Carlos har blivit mördade i bilbomb av den sicilianska maffian, som nästa hämndsteg i det som startade några år tidigare (Vendetta). Hans mor har också blivit mördad av maffian, på ett slott i Skåne där mordutredningen utförs av kriminalkommissarie Kurt Wallander. När Hamilton får en förfrågan från den nytillträdda socialdemokratiska regeringen om att bli ny generaldirektör för Säpo accepterar han, trots sin svåra situation. I samband med detta befordras han också i sin militära grad, till viceamiral.
Efter att ha tillträtt sin nya tjänst påbörjar Hamilton ett omfattande arbete med syfte att försöka förändra och förnya Säpo. Många anställda antingen sparkas (i praktiken omplacering) eller befordras, och Hamilton blir internt känd som Svarte Amiralen. Vänsterstudenter är inte längre ett prioriterat mål, och när det gäller terrorister ska det fokuseras på riktig terrorism och inte exempelvis PLO, som blivit avförda från terroristlistan och fått Säposkydd åt sina representanter i Stockholm som en riktig ambassad. Som en del av förändringsarbetet överraskar han hela landet med att boka in en rad offentliga framträdanden i svenska universitetsstäder, där han håller föredrag för studenterna och deltar i diskussion och debatt kring Säpo. Denna föredragsturné följs mycket noga av Erik Ponti, den journalist som känner Hamilton bäst.
Hamiltons första universitetsbesök, i Umeå, sammanfaller med ett dubbelmord på två män av invandrarbakgrund. Båda har mördats med stor skicklighet i våld - den ene med kniv och den andre med handkraft. Hamiltons andra universitetsbesök, i Linköping, sammanfaller med ytterligare ett mord på en man med invandrarbakgrund - skjuten med krypskyttegevär. Hamiltons tredje universitetsbesök, i Uppsala, sammanfaller med ett mord i Västerås, en timme bort med bil, där ännu en man med invandrarbakgrund dödats - med giftinjektion. Mordutredningen hamnar hos kommissarierna Rune Jansson och Willy Swensén vid Riksmordkommissionen.
En dag ringer en advokat från Moskva till Hamilton. Hon företräder hans gamle vän och kollega Jurij Tjivarstjev, som hotas av dödsstraff för landsförräderi och spioneri för händelserna i London (I hennes majestäts tjänst). Hon vill kalla honom som försvarsvittne till den hemliga rättegången, och självklart ställer Hamilton upp. Han övertygar militärdomstolen att Tjivarstjevs handlande räddat Ryssland från en politisk katastrof, men domen blir ändå dödsstraff med röstsiffrorna två-ett. Den officer som röstat mot dödsstraff berättar för Hamilton att den ende som nu kan rädda Tjivarstjev är landets president Boris Jeltsin, som Hamilton tidigare träffat i Den enda segern. Hamilton skyndar sig att få audiens hos presidenten, som är påtagligt berusad, och får honom att benåda Tjivarstjev.
I utredningen av de mördade invandrarna tar Rune Jansson hjälp av sin gamle bekant Hamilton, som delger att de mördade varit Säpo-källor och arbetat som angivare inom invandrargrupper. Eftersom morden sammanfallit med Hamiltons besök i de olika städerna är Rune Janssons misstanke självklar - det är någon av hans Säpo-livvakter som är den skyldige mördaren. En femte invandrare mördas i en avlägsen föreningsstuga utanför Södertälje - utsatt för chockgranater under ett föreningsmöte och skjuten med automatvapen utan att någon annan i rummet kommit till skada. En sjätte invandrare mördas i Lund - expertmässigt med kniv - samma dygn som Hamilton varit i staden för ännu en universitetsföreläsning. Även dessa mordoffer var Säpo-angivare, och när Rune Jansson med Hamiltons hjälp får ta del av Säpos arkiv förstår han att en mycket stor mängd människor skulle ha motiv att vilja se angivarna mördade, eftersom de sex agenterna orsakat stor skada bland oskyldiga invandrargrupper. Utredarna riktar in sig på en av Hamiltons livvakter som varit fallskärmsjägare och därmed behärskar både kniv och obeväpnad närstrid.
Hamilton bjuder hem Erik Ponti till sitt slott Stenhamra och berättar att han vill överlämna hela sin vinkällare till honom, eftersom han säger att han saknar framtid och snart kommer vara borta.
Slutligen inser Rune Jansson vem som är mördaren. Det är Hamilton själv, som till dess varit en medborgare höjd över varje misstanke. Men Hamilton är den ende i världen som har de kunskaper och den arsenal som mördaren använt. Han är attackdykare och sjövägen ligger hans eget hem inom rimligt avstånd till den mördade i Södertälje, vilket förklarar de obefintliga spåren. Det mest unika är giftet som han och Rune Jansson stiftade bekantskap med i Murmansk under en annan mordutredning (Den enda segern). Dessutom, inser han nu, har Hamilton lämnat tydliga spår för att bli hittad. Exempelvis har han lämnat de sista siffrorna i sitt personnummer på en av mordplatserna, och gett avgörande information i spaningen.
Hamilton anhålls, erkänner i alla sex fallen och förser själv polisen med avgörande bevis. Han har sparat all brottsverktyg och telefoninspelningar av sina samtal där han bestämt träff med de mördade. När man genomför husrannsakan på Stenhamra finner man en röd ros liggande framför ett fotografi av Tessie, bara några dagar gammal.
Bland Sveriges invandrare blir Hamilton närmast ett levande helgon, en martyr som offrat sig själv för att slå sönder Säpos förföljelse av minoriteter.
Under rättegången är Hamilton noga med att inte bli bedömd som psykiskt sjuk utan vid sina sinnens fulla bruk, och döms till livstids fängelse. När domen ska meddelas honom finner man hans häktescell tom. Troligen har han betalat någon av häktesvakterna, och senare hittas spår av att han hållit sig undan ute i skärgården ett kort avstånd från sitt slott Stenhamra.
Berättelsen slutar i San Diego, där Charles Hamlon lever i undandragen exil som ensam rikeman med militära ärr och mycket bra simkunskaper.

## Tema
Berättelsen handlar om det som Jan Guillou såg som tidens viktigaste fråga, nämligen förhållandet till Sveriges invandrare. Säpos resurser hade fördubblats, trots att den mest tänkbara fienden Sovjetunionen fallit, och användes nu istället som vapen mot landets egna invandrare eftersom nationen alltid måste ha en fiende. Det blir därmed inte bara den sista delen i serien, utan enligt författaren själv också den allra viktigaste. 
Idén till handlingen uppstod när Jan Guillou intervjuade Kjell Larsson, dåvarande statssekreterare hos dåvarande statsminister Ingvar Carlsson. Ämnet var vilka problem som den socialdemokratiska regeringen skulle få av Hamiltons militära operationer på Sicilien i Vendetta, och eftersom dessa handlingar inte kunde tolereras menade Larsson att alla inblandade skulle ha placerats om på nya tjänster och Hamilton själv skulle man göra till chef för Säpo. Först tog Guillou det som ett skämt, men Larsson menade allvar. Dels skulle framtida militära operationer av liknande typ hindras, och dels skulle Säpo få en chef som äntligen kunde styra upp verksamheten. Eftersom socialdemokraterna förlorade makten fick idén skjutas upp i några år, vilket passade bra för Guillou som då kunde skriva ytterligare några delar innan tjänsten som Säpo-chef skulle avsluta serien.

## Rollfigurer
Carl Hamilton - generaldirektör för Säpo
Erik Ponti - journalist på Dagens Eko
Jurij Tjivarstjev - generallöjtnant i GRU
Larisa Nikolajevna Astachova - rysk advokat
Rune Jansson - kommissarie
Willy Swensén - kommissarie
Kurt Wallander - kriminalkommissarie
Lars Kjellsson - statssekreterare

## Film
De delar av boken som handlar om rättegången mot Jurij Tjivarstjev blev tv-filmen Tribunal (1995) med Stefan Sauk i rollen som Hamilton.  

## Hamilton
Detta var menat som den sista boken i serien, och slutet på Hamiltons berättelse är konstruerat för att han utan att bli dödad ändå aldrig ska kunna återvända. När Jan Guillou tio år senare skrev Madame Terror (2006) behövde han dock Hamilton igen, och Hamiltons berättelse fortsatte sedan i ännu en roman, Men inte om det gäller din dotter (2008).

## Wallander
I boken förekommer Kurt Wallander, som Jan Guillou fick låna av sin vän och författarkollega Henning Mankell, under förutsättning att rollfiguren skulle lämnas tillbaka i oförändrat skick.